# Бавеан
Бавеан (індонез. Pulau Bawean, «острів Бавеан») — острів у Яванському морі в складі Індонезії. Площа — 196,11 км².
Кількість зареєстрованих на острові жителів станом на липень 2010 року становила 70242 особи, проте не менш як 26000 бавеанців (близько 70% чоловічого населення) тимчасово проживає за його межами. Масовий від'їзд бавеанців на роботу за кордон — переважно в сусідні з Індонезією Сінгапур і Малайзію, що почався ще в першій половині XIX століття, є головною особливістю соціально-економічного життя острова.
Адміністративно належить до провінції Східна Ява (індонез. Provinsi Jawa Timur), входить до складу округу (кабупатену) Гресік. Територія поділена на два райони (кечаматани): Санкапура (індонез. Sangkapura) і Тамбак (індонез. Tambak).
Вирізняється багатою природою, деякі поширені тут біологічні види є ендеміками. На морському шельфі поблизу острова розташовано кілька великих нафтових і газових родовищ.
Під час Другої світової війни в акваторії острова сталася серія масштабних битв між військово-морськими силами союзників і Японії.

## Назва

### Етимологія

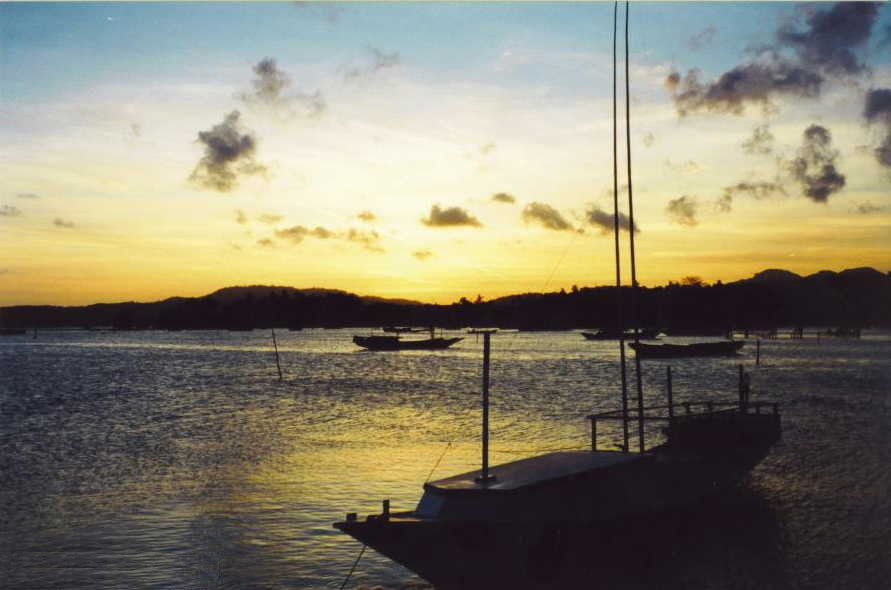
Краєвид острова в районі міста Санкапура

Згідно з найбільш поширеною гіпотезою назва острова походить від давньояванського Словосполучення «світло сонця є» — «ba (світло) we (сонце) an (є)». За легендою, 1350 року мореплавці з яванської держави Маджапахіт, що довго блукали в тумані, саме біля берега цього острова побачили, нарешті, сонячне світло (наявна думка про санскритське походження цього словосполучення пов'язана з певною близькістю цих мов). Раніше острів був відомий під назвою Маджіді, яку йому дали, судячи з усього, арабські мореплавці.
Існує також версія про походження назви острова від індонезійського слова «бабі» (індонез. babi) — свиня, що пов'язана з широким розповсюдженням на острові свинарства до того, як місцеві жителі прийняли іслам, і можливим шануванням свині в місцевому анімістичному культі.
Під час нідерландської колонізації Індонезії острів отримав голландську назву любок (нід. Lubok), проте назва «Бавеан» продовжувала бути у вжитку, у тому числі так казали самі голландці.
Примітно, що більшість самих остров'ян через певні лінгвістичні особливості вимовляє назву острова як «Бойян», рідше «Бабіан». Назва «Бойян» також набула поширення в Малайзії та Сінгапурі, оскільки її занесли туди численні прибулі бавеанці.

### «Острів жінок»
В Індонезії, як на побутовому рівні, так і в ЗМІ, Бавеан часто називають «Островом жінок» або «Островом дів» (індонез. Pulau Putri), оскільки від кінця XIX століття через масовий від'їзд місцевого чоловічого населення на роботу за кордон жінки становлять абсолютну більшість (станом на 2009 рік — понад 77%) його постійних жителів, а серед осіб працездатного віку гендерний дисбаланс ще більш помітний. Даний феномен Бавеана є предметом наукових досліджень, у тому числі міжнародних.

## Фізико-географічні характеристики

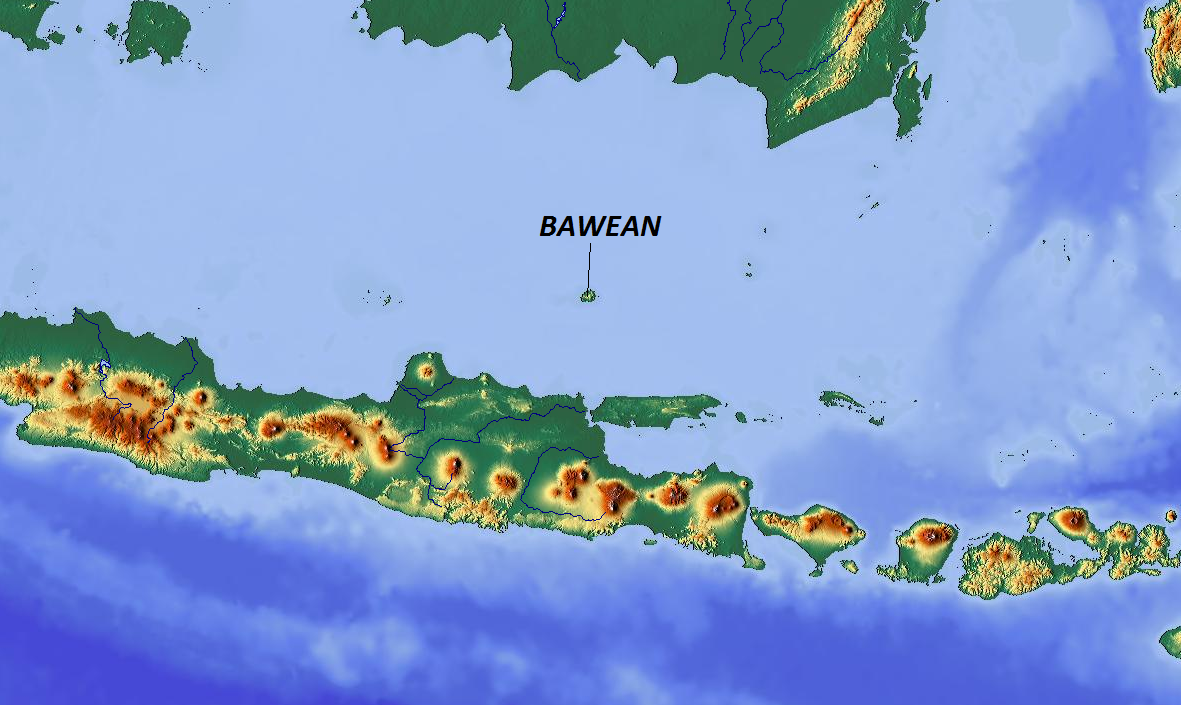
Місцезнаходження Бавеану в Яванському морі

### Географічне положення
Острів лежить у Яванському морі приблизно за 150 км на північ від більшого острова Мадура. Площа — 196,11 км². Має форму, близьку до округлої, поперечна довжина в середньому 15 км, максимальна — близько 18 км, мінімальна — близько 11 км. Береги досить сильно порізані, є безліч невеликих заток і бухт. Біля узбережжя в різних місцях групи дрібних островів і скель, а також коралові рифи завширшки до 600 метрів. Найбільші населені острови: Селаяр (індонез. Selayar), Ноко-Селаяр (індонез. Noko Selayar), Ноко-Гілі (індонез. Noko Gili), Гілі-Барат (індонез. Gili Barat), Гілі-Тимур (індонез. Gili Timur), Нуса (індонез. Nusa).

### Геологічна будова, корисні копалини
Острів має вулканічне походження. Основу його геологічної структури становлять магматичні гірські породи (близько 85%), місцями зустрічаються вапняки, пісковики, доломіти.
Ґрунти в низовинних прибережних районах переважно алювіальні, з переважанням сірої глини і піску. На висотах 10-30 метрів над рівнем моря старіші алювіальні нашарування формують горизонтальні пласти бурої глини, на більшій висоті переважає латерит червоно-коричневих відтінків.
Місцевість вважають  сейсмічно активною: періодично відбуваються підземні поштовхи, що часто супроводжуються зсувами і рухом ґрунтів.
На острові є досить великі родовища оніксу, а також невеликі запаси кам'яного вугілля і золота.
На шельфі, в районі Бавеану, розташовані нафтові і газові родовища, що належать до числа найбільших в Індонезії: Бавеан I, Бавеан II, Східний Бавеан I, Східний Бавеан II, активне освоєння яких проводять від кінця 1960-х років.

### Рельєф

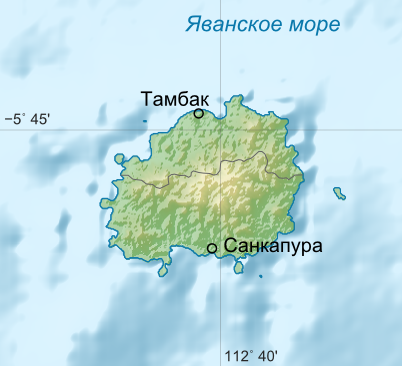
Фізична карта Бавеану

Більша частина території пагорбиста, рівнинні лише вузька прибережна смуга і невелика територія в південно-західній частині острова (через це Бавеан іноді називають «островом 99 гір»). Найбільших висот рельєф досягає в центральній і східній частинах острова, найвища точка — 655-метровий пагорб Гунунг-Тінгі (індонез. Gunung Tinggi, буквально — «висока гора»). Тут розташовані кілька кальдерних водойм, найбільшим з яких є озеро Кастоба (індонез. Danau Kastoba) площею близько 0,3 км² і завглибшки до 140 метрів, що розкинулось на висоті близько 300 метрів над рівнем моря.
На острові протікають кілька невеликих річок, є кілька водоспадів, найвищі — Лаччар (індонез. Laccar) і Патар-Селамат (індонез. Patar Selamat). Наявні геотермальні джерела, зокрема, Кебундая (індонез. Kebun Daya) і Таубат (індонез. Taubat).

### Клімат
Клімат — тропічний, мусонний, менш вологий, ніж у середньому в цій частині Індонезії. Річні і добові коливання температур незначні: середньорічний показник — 30 °C, усереднений мінімум — 24,5 °C. При цьому чітко можна простежити тенденцію до поступового підвищення середніх температур: за десятиліття від 1993 до 2003 року в середньому потепління склало 1,15 °C, що трохи вище від загального показника для Індонезії.
Дощовий сезон триває від грудня до березня. Середньомісячна кількість опадів перебуває в межах від 402 мм у грудні до 23 мм у серпні. У дощовий період переважають північно-західні вітри, у сухий — східні.

### Флора і фауна
Природні умови Бавеану загалом досить схожі з яванськими. Спочатку більшу його частину покривали вологі тропічні ліси, проте внаслідок господарської діяльності людини їх площа поступово скорочувалася і до кінця XX століття не перевищувала 10% території острова. Ще близько 15% займають штучні посадки тикового дерева.

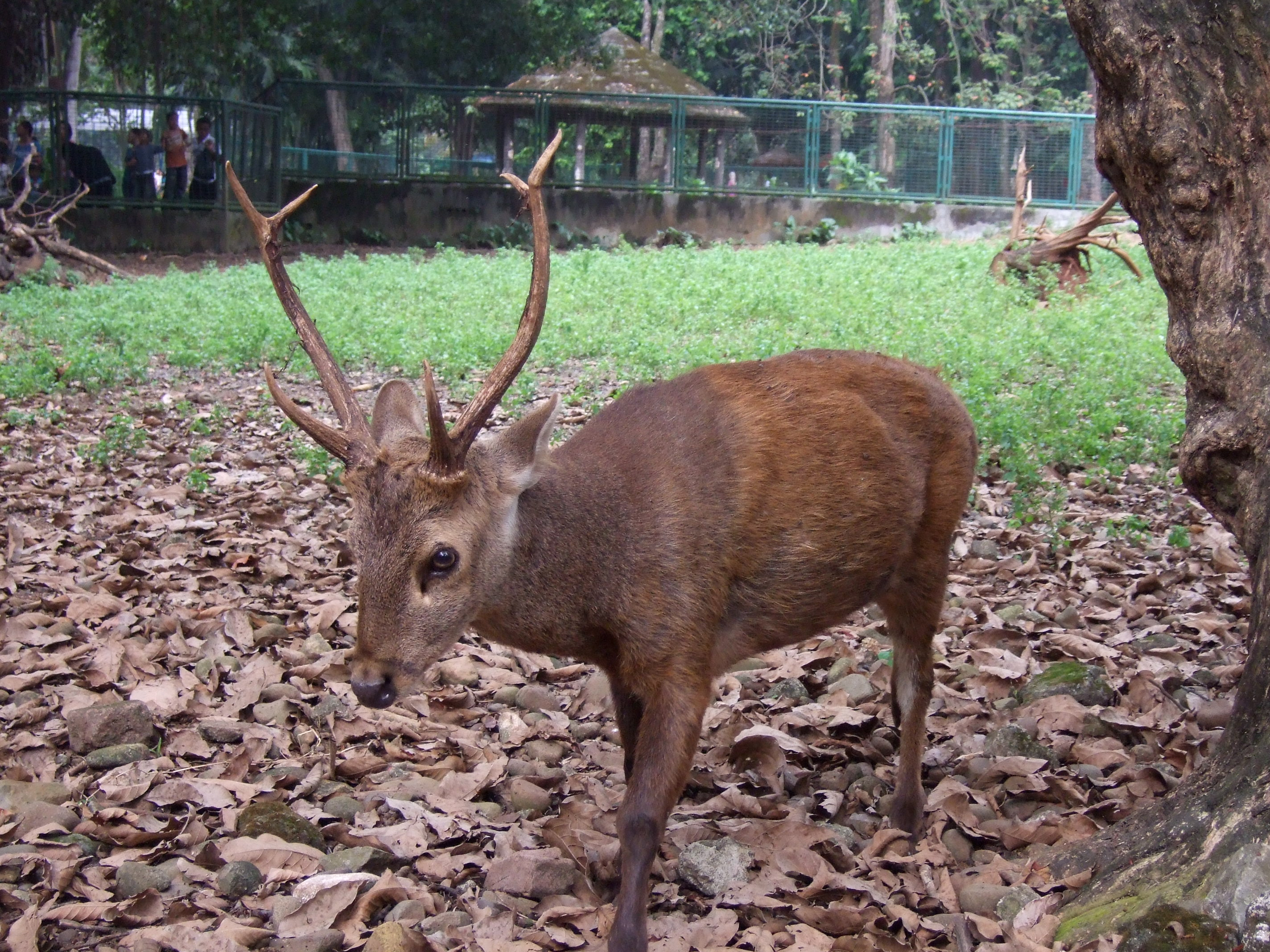
Бавеанський свинячий олень — ендемік острова

Для місцевих джунглів характерна наявність густого невисокого підліска з переважанням папоротевих і мохоподібних, деякі види яких зустрічаються тут набагато нижче, ніж у будь-яких інших районах Індонезії. Зустрічається велика кількість орхідних. Найбільш типові породи дерев — фікус, науклея, Symplocos adenophylla. Деякі види рослин не зустрічаються на сусідній Яві, зокрема, Canarium asperum, Pternandra coerulescens і Pternandra rostrata, Champera manilana, Ixora miquelii, Phanera lingua, Irvingia malayana.
У деяких районах узбережжя наявні мангрові зарості, основними видами в яких є Sonneratia alba}}, Rhizophora mucronata, Bruguiera cylindrica і Lumnitzera racemosa.

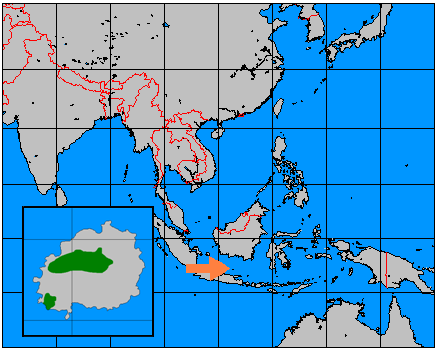
Ареал бавеанського свинячого оленя на острові

Найбільш примітним представником фауни острова, його ендеміком, є місцевий підвид Axis porcinus, який іноді виділяють у самостійний вид — Олень Куля (лат. Axis kuhlii). Кількість цих тварин, що вважаються символом Бавеана, в середині 2000-х років за оцінками становила 250–350 голів. Згідно з індонезійським законодавством бавеанський свинячий олень перебуває під особливою охороною.
На Бавеані мешкають також такі види тварин, як краб Mictyris brevidactylus, Macaca fascicularis, яванський їжатець (лат. Hystrix javanica), Viverricula indica, мусанг азійський (лат. Paradoxurus hermaphroditus). Серед птахів поширені квак (лат. Nycticorax nycticorax), чапля руда (лат. Ardea purpurea), великий фрегат (лат. Fregata minor), крячок чорнодзьобий (лат. Gelochelidon nilotica). З рептилій зустрічаються різні види варанів (лат. Varanus sp.), сітчастий пітон (лат. Python reticulatus). Є відомості про запливання на острів гребенястого крокодила (лат. Crocodylus porosus).
Ще нідерландська колоніальна адміністрація проводила заходи з охорони природи: 1932 року п'ять лісових масивів загальною площею 4 556 гектарів були оголошені заповідними. 1979 на острові були створені заказник площею 3832 гектари для збереження місцевої фауни і заповідник площею 725 гектарів, в якому під охороною перебувають всі види живої природи.

## Історія

### Доколоніальний період
Час заселення Бавеану людьми точно не встановлено. У ранньому середньовіччі гавані острова часто були стоянкою для мореплавців, які перетинали Яванське море. Перші достовірні відомості про існування тут постійних поселень належать до XV століття.
Велика частина згадок про Бавеан у регіональних (переважно — яванських) джерелах XVI–XVII століть пов'язані з відвідуванням острова мусульманськими проповідниками. Масовий перехід остров'ян в іслам розпочався після смерті в 1601 році місцевого раджі Бебілеоно (індонез. Raja Bebileono), який був заступником анімізму, і переходу Бавеану під фактичну владу прибулого з Яви мусульманського богослова Шейха Мауляни Умара Масуда (індонез. Syeh Maulana Umar Mas'ud). Династія, яку встановив Шейх Мауляна, зберегла незалежність острова від яванських держав — приміром, відомо, що його праправнук Пурбонегоро (індонез. Purbonegoro), що правив островом у 1720–1747 роках, неодноразово відвідував Яву як суверенний володар Бавеану. Збережені могили Шейха Мауляни і Пурбонегоро шануються на острові як святині, їх відвідують мусульманські паломники з інших частин Індонезії і вони є головними історичними пам'ятками Бавеану.

### Колоніальний період

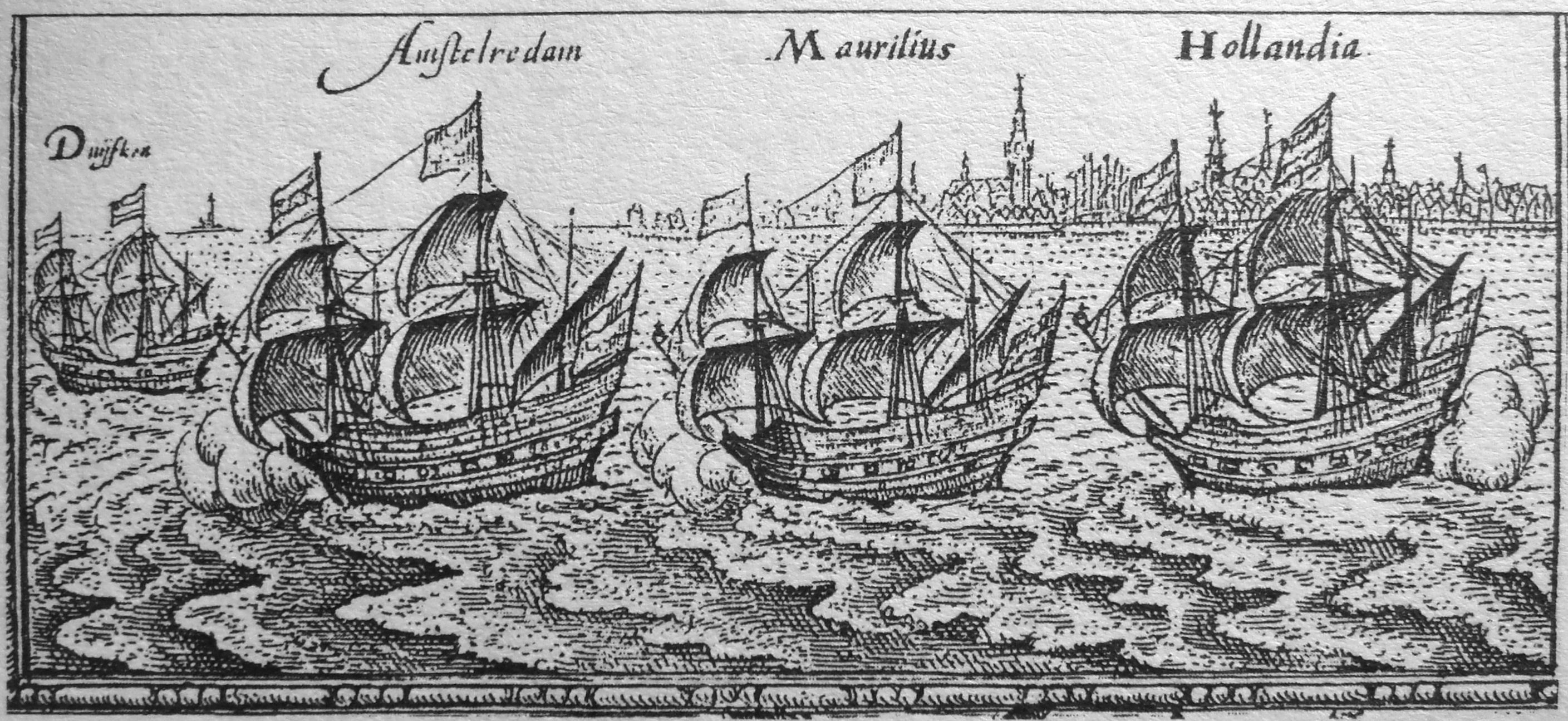
Експедиція Корнеліса де Хутмана: другий ліворуч — корабель «Амстердам», що зазнав катастрофи біля берегів Бавеану. Гравюра роботи невідомого майстра XVII століття

Вперше голландці відвідали Бавеан під час першої ж їх торгової експедиції на Яву, якою керував відомий мореплавець і колоніальний діяч Корнеліс де Хаутман. 11 січня 1597 року корабель «Амстердам», що входив до складу експедиції отримав важкі ушкодження біля берегів острова, його залишили і спалили щоб уникнути його захоплення португальцями — головними суперниками голландців у боротьбі за економічне освоєння Малайського архіпелагу.
У XVII–XVIII століттях острів регулярно відвідувався кораблями Голландської Ост-Індійської компанії (ГОІК), що зміцнювали свої позиції в цій частині архіпелагу, і 1743 року офіційно перейшов під її управління, отримавши голландську назву Любок (нід. Lubok). Острів не являв собою значного економічного інтересу і використовувався насамперед як перевалочний пункт для кораблів ГОІК, що курсували між Явою і Калімантаном.
Після банкрутства ГОІК в 1798 році Бавеан, як і всі володіння компанії, перейшов під пряме управління нідерландського уряду. Острів включили до складу Сурабайского резидентства, колоніальна адміністрація на ньому була представлена чиновником на посаді асистент-резидента. Як і в інших районах Голландської Ост-Індії, певну владу зберігала за собою тубільна знать, серед місцевих жителів продовжували діяти інститути мусульманського правосуддя — зокрема, в 1882 року засновано бавеанський релігійний суд (індонез. Pengadilan Agama Bawean).
Починаючи з кінця XIX століття чоловіки острова стали регулярно виїжджати на роботи у британські колоніальні володіння на Малаккському півострові, насамперед, у Сінгапур. Голландська влада не перешкоджала діяльності зарубіжних вербувальників, що відвідували острів: через високу щільність населення Бавеана (тоді в зареєстрованих тут 66 поселеннях проживало близько 30000 чоловік) потреби колоніальної адміністрації в робочій силі гарантовано задовольнялися, навіть з урахуванням розширення економічної експлуатації острова, що відбувалося тоді. На початку XX століття тут виробляли тютюн, індиго, бавовняні тканини, були розвідані поклади кам'яного вугілля. Крім того, з острова активно вивозили бавеанських оленів і низькорослих коней місцевої породи.
У 1930-х роках на Бавеані розпочали масово саджати тикове дерево, що призвело до зникнення лісів на значній частині його території.

### Друга світова війна

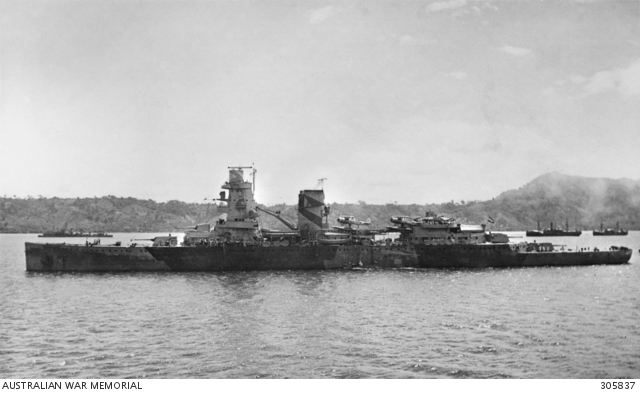
Флагман голландського флоту легкий крейсер «Де Рейтер» за кілька днів до загибелі. Фотографія лютого 1942

Під час Другої світової війни морська акваторія навколо Бавеану стала зоною масштабних битв між військово-морськими силами союзників і Японії — насамперед, під час бойових дій у Голландській Ост-Індії 1941–1942 років.
25 лютого 1942 острів був захоплений японським десантом. На наступний день, 26 лютого, позиції японців, що встигли до того часу встановити на Бавеані радіостанцію, були обстріляні американської підводним човном «S-38».
28 лютого поблизу острова відбулася так звана перша битва в Яванському морі, під час якої японці потопили кілька кораблів союзників, в тому числі голландські легкі крейсери «Де Рейтер» (нід. HNLMS De Ruyter) і «Ява» (нід. HNLMS Java), а також есмінці — голландський «Кортенар» (нід. HNLMS Kortenaer) і британський «Електра» (англ. HMS Electra). На «Де Рейтері» загинув командувач Ост-Індським флотом Нідерландів контр-адмірал Карел Доорман (нід. Karel Willem Frederik Marie Doorman).
1 березня ще ближче до берегів острова відбулася Друга битва в Яванському морі, відома також як битва біля Бавеану (англ. The Battle of Bawean), що завершилася загибеллю всіх кораблів союзників, що брали в ній участь: британського важкого крейсера «Ексетер» (англ. HMS Exeter) і есмінців — британського «Енкаунтер» (англ. HMS Encounter) і американського «Поуп» і, по суті, припиненням організованого опору союзницьких сил на місцевому морському театрі.
У січні 1945 року під час контрнаступу союзників у районі Бавеану діяв голландський підводний човен «O-19», який здійснив, зокрема, постановку мінних загороджень і потопив японський транспорт (один з небагатьох успіхів нідерландського підводного флоту у війні на Тихому океані). У серпні 1945 року японський гарнізон, що займав острів, здався англо-голландським військам, які висадилися тут.

### У складі Індонезії

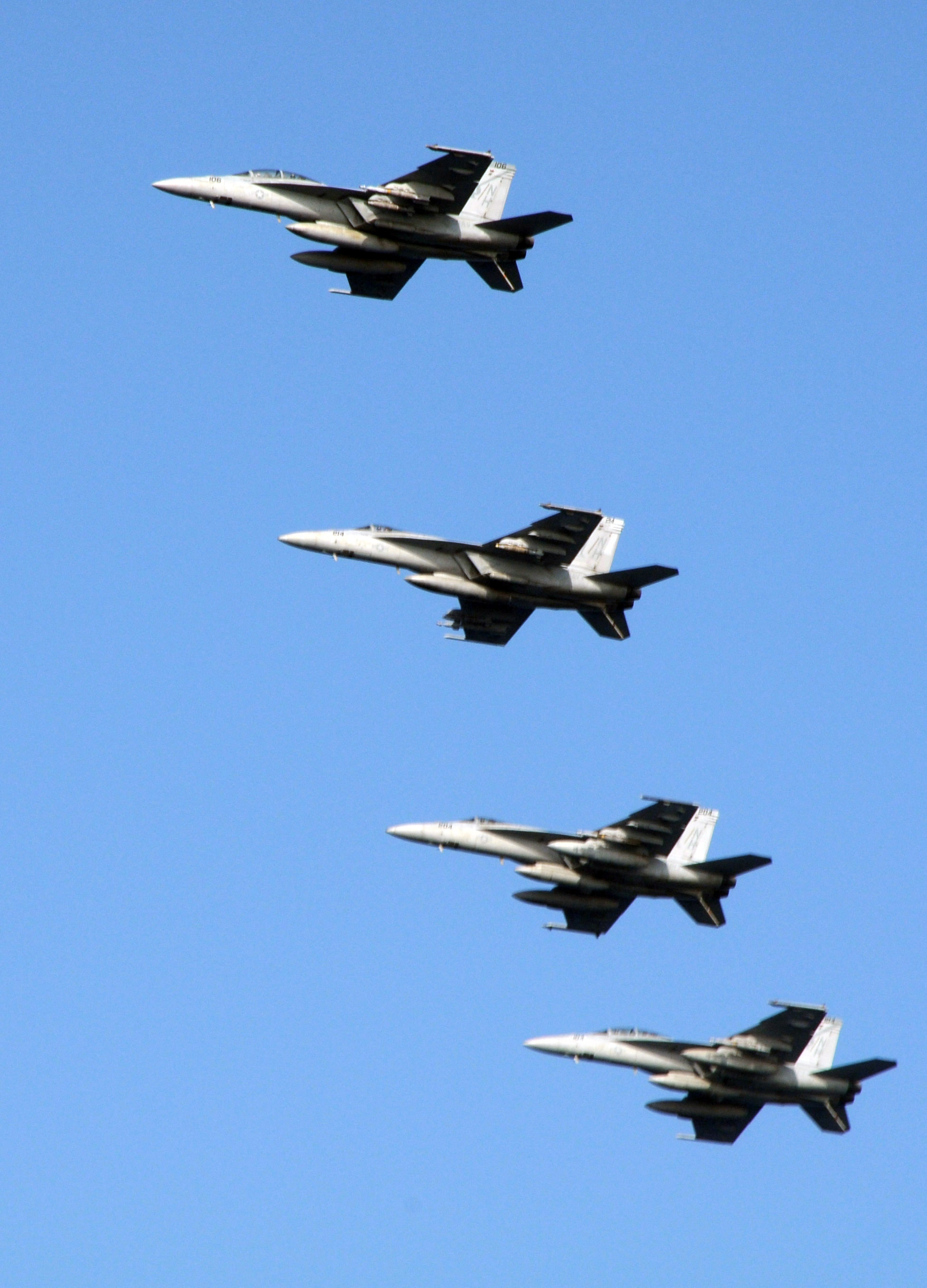
Літаки F-18 ВМС США стали винуватцями «Бавеанського інциденту» 2 липня 2003

Після проголошення 17 серпня 1945 року незалежної Республіки Індонезії острів формально опинився у складі нової держави. Однак реально він залишався під голландським контролем і в лютому 1948 року разом з островом Мадура і низкою інших невеликих островів був включений до складу квазінезалежної держави Мадура (індонез. Madura), яку було створено за ініціативою уряду Нідерландів, що розраховував перетворити свої колишні колоніальні володіння в Ост-Індії в залежне федеративне утворення. У грудні 1949 держава Мадура увійшла до складу Сполучених Штатів Індонезії (СШІ), індонез. Republik Indonesia Serikat, RIS), заснованих за рішенням Гаазької конференції круглого столу 23 серпня — 2 листопада 1949.
У березні 1950 року Бавеан, як і вся територія держави Мадура, увійшов до складу Республіки Індонезії, яка вийшла зі складу СШІ, що було офіційно оформлено в серпні 1950 з проголошенням Індонезії унітарною державою.
Бувши включеним до складу провінції Східна Ява, острів підтримував досить незначні господарські зв'язки з Явою і загалом слабко інтегрувався в процеси загальнонаціонального розвитку. Звичний соціально-економічний устрій був порушений під час індонезійської-малайзійської конфронтації 1963-66 років, що ускладнила від'їзд бавеанців на роботу за кордон, однак після нормалізації відносин між Джакартою  і Куалою-Лумпур ситуація повернулася в колишнє русло.
Найпомітнішою подією в житті острова на початку XXI століття став так званий «Бавеанський інцидент» 2 липня 2003 року — проліт над його територією п'яти винищувачів F-18 Сьомого флоту ВМС США, які порушили повітряний простір Індонезії. Для перехоплення літаків, що довгий час залишалися непізнаними, були підняті два винищувачі F-16 ВПС Індонезії. Після того, як індонезійці встановили зв'язки з іноземними літаками та ідентифікували їх, останні покинули повітряний простір країни. Інцидент, що мав гучний резонанс в Індонезії та регіоні, визнано вичерпаним після серії контактів по дипломатичних каналах, проте він викликав деяку ескалацію антиамериканських настроїв як серед частини індонезійської політичної еліти, так і на широкому громадському рівні.

## Населення

### Чисельність, розселення, динаміка зростання
З урахуванням виключно високої міграційної динаміки точний підрахунок кількості людей, що проживають на острові, є проблематичним. За підсумками загальнонаціонального перепису населення, що пройшов у Індонезії в 2010 році, чисельність зареєстрованих на Бавеані жителів склала 70242 особи; при цьому близько 26 000 остров'ян проживало за його межами — в Малайзії, Сінгапурі та, меншою мірою, на Яві і в інших районах Індонезії.
Середня щільність населення — близько 360 осіб на 1 км². Острів заселений досить нерівномірно: абсолютна більшість його жителів проживає в прибережній місцевості, тоді як багато внутрішніх районів практично не населені. Найбільш щільнонаселеним є південне узбережжя острова — зокрема, в місті Санкапура проживає практично половина остров'ян. Загалом станом на 2009 рік на острові існувало 209 населених пунктів.
На початку XX століття темпи зростання населення Бавеану були невисокими: впродовж трьох десятиліть воно стабільно становило близько 30 000. Надалі вони значно зросли за рахунок підвищення рівня життя остров'ян і прибуття на острів нових переселенців з Мадури: так, за період від 1930 до 1964 року кількість бавеанців подвоїлася — від 29860 до 59525 осіб. Надалі зростання поступово знижувалося, проте на кінець 2000-х років динаміка залишається позитивною — близько 0,65% щороку. При цьому в південній частині острова цей показник традиційно трохи вищий, ніж у північній.

### Національний склад

#### Корінне населення
Абсолютну більшість населення становлять корінні жителі — бавеанці. Процес їх етногенезу був досить складним. Основну масу людей, що заселяли острів у XV–XVI століттях, становили мадурці і, меншою мірою, яванці. У цей же період, а також надалі Бавеан систематично відвідували торгівці, рибалки і пірати з інших районів Малайського архіпелагу, головним чином буги, макасари і малайці, багато з яких осідали на острові.
Пізніше на Бавеан переселилося досить багато жителів суматранського міста Палембанг, що сформували тут громаду Кімас (індонез. kiemas), яка зайняла домінантне положення в торговельній галузі. До початку XX століття бавеанці являли собою досить гомогенну етнічну спільність. Становленню етнічної самоідентифікації сприяло і масове відхідництво: остров'яни, що селились у Малайзії та Сінгапурі, створювали компактні громади, позиціонуючи себе саме як бавеанців, а не як мадурців.

#### Національні меншини

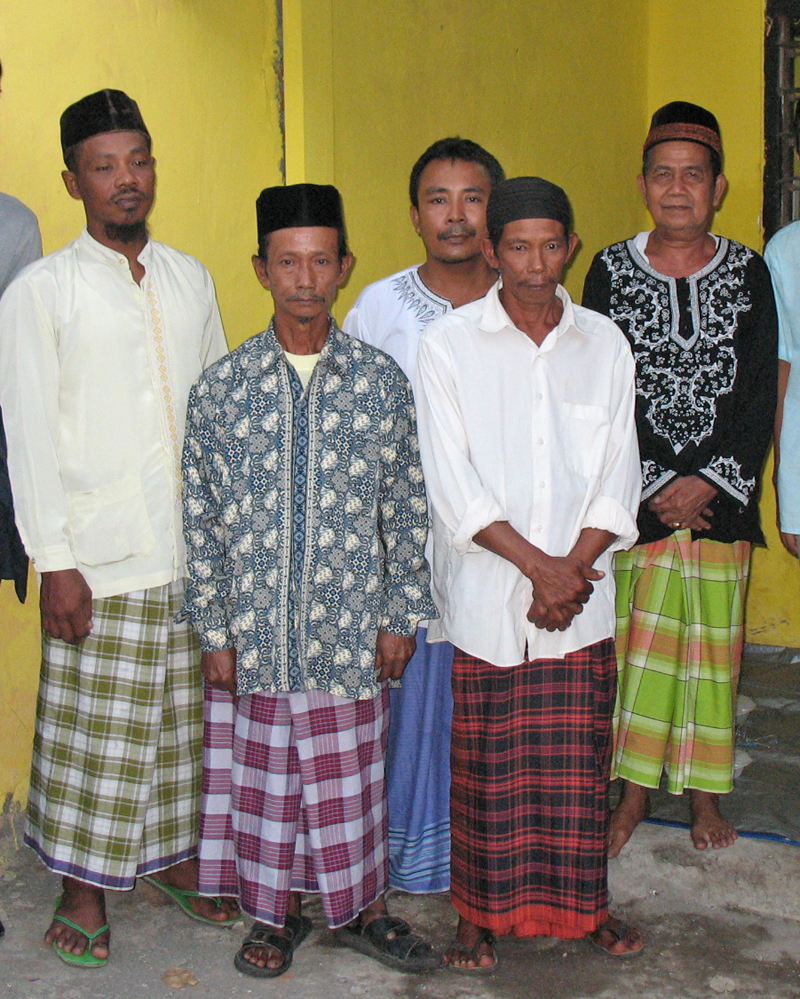
Яванці становлять на Бавеані незначну меншість

Кількість некорінних остров'ян, що переселилися на Бавеан за останні десятиліття, невелика. Найбільшу частку серед них становлять яванці, багато з яких прибувають сюди у відрядження по лінії різних державних відомств або комерційних організацій, що представлені на острові. Кілька сотень яванців проживає на острівці Гілі-Барат, з'єднаному з Бавеаном дамбою, займаючись там розведенням кокосової пальми (лат. Cocos nucifera). Від новоприбулих яванців традиційно відрізняються їхні земляки, які переселилися на Бавеан століттями раніше, але не втратили національну самоідентифікацію: більшість останніх компактно живе в селі Діпонго (індонез. Diponggo), зберігаючи старояванську мову.
Невелика китайська громада проживає на острові принаймні від кінця XIX століття. Її чисельність поступово збільшується як природний приріст, так і за рахунок дітей китайської національності, що їх усиновлюють бавеанці в Малайзії та Сінгапурі.

#### Бавеанці за кордоном
Систематичний від'їзд бавеанців на роботу за кордон був уперше документально зафіксований у 1840-х роках, хоча, ймовірно, почався дещо раніше — не пізніше кінця 1820-х років. Основним напрямком їх міграцій стали британські колоніальні володіння на Малаккському півострові. Бавеанці, що прибували туди, зазвичай, поселялись у компактних етнічних громадах. Так, у Сінгапурі в 1849 році було зареєстровано не менше як 763 бавеанці, більшість з яких проживали в районі, що отримав згодом назву Кампунг-Бойян (малай. Kampung Boyan, буквально — «бавеанське село»). Пізніше селища і райони з аналогічною назвою з'явилися в кількох районах Малайзії. Характерно, що деякі з бавеанських поселень в Сінгапурі та Малайзії продовжують існувати вже понад півтора століття.
Найбільших масштабів виїзд острів'ян за кордон досяг наприкінці 1940-х — на початку 1950-х років, тобто в період становлення Індонезії як незалежної держави, що був пов'язаний з політичної нестабільністю та економічними труднощами. Приміром, 1950 року в одному лише Сінгапурі було зареєстровано близько 24 тисяч бавеанців, що проживали переважно компактно. Разом з тим розширилася географія міграцій остров'ян, зокрема, за рахунок Австралії (там найбільша громада склалася в Перті). Пізніше істотна кількість бавеанців стали влаштовуватися на роботу також у країнах Близького Сходу, зокрема, в Саудівській Аравії.
При цьому характерно, що більшість бавеанців, які перебралися за кордон до середини XX століття, осідала там, зберігаючи за можливості деякі зв'язки з рідним островом. Однак після цього міграції набули переважно маятникового характеру: більшість «нових» сінгапурських, малайзійських, австралійських і близькосхідних бавеанців не лише зберігають тісні зв'язки зі своїми родичами, що залишаються на острові, і регулярно відвідують їх, але й, найчастіше, після декількох років повертаються на батьківщину.
Масове відхідництво обумовлене переважно причинами економічного характеру: нестачею роботи на невеликому густонаселеному острові, низьким рівнем доходів. У Сінгапурі і Малайзії десятиліттями діє розгалужена мережа підприємців і посередників, що забезпечують вербування, перевезення та працевлаштування бавеанців (переважно на будівництві і торговельному флоті).
Разом з тим фахівці відзначають, що від'їзд на роботу за кордон став для бавеанців уже не лише основним джерелом доходу, а й своєрідною національною традицією: на острові широко поширена думка, що чоловіка, який не відпрацював декількох років на чужині, не можна вважатися по-справжньому дорослим. Під час досліджень, що проходили у 2008–2009 роках, лише 55% місцевих респондентів пов'язували від'їзд з економічними причинами, тоді як 35% — з традиціями чи бажанням набратися життєвого досвіду.

### Мова
Рідним для корінного населення острова є бавеанський діалект мадурської мови, найбільш своєрідний з точки зору лексики і фонетики серед усіх діалектів мадурської мови. Серед бавеанців, що компактно проживають у Сінгапурі і прилеглих до нього районах Малайзії, сформувався особливий поддіалекта, так званий «проливний бавеанський» (індонез. boyan selat).
При цьому абсолютна більшість дорослих бавеанців на тому чи іншому рівні володіє державною мовою країни — індонезійською.

### Релігійний склад

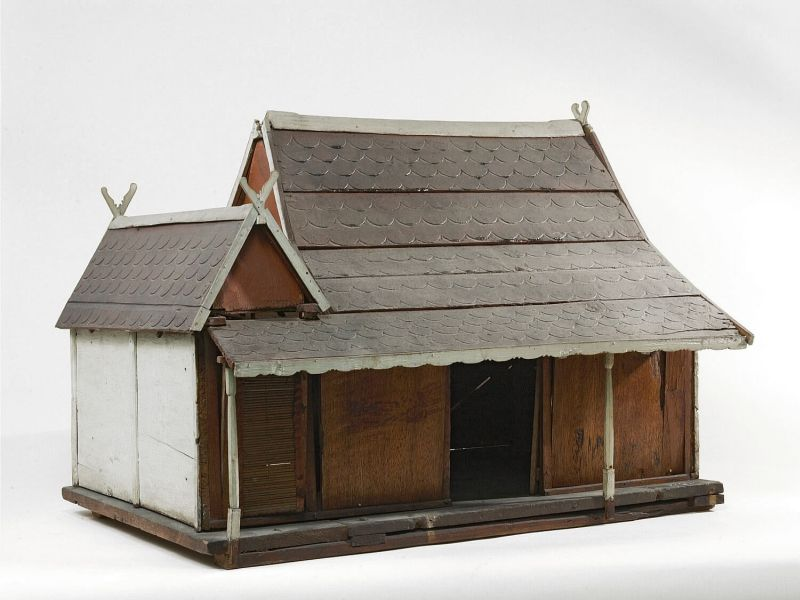
Модель традиційного бавеанського будинку

Практично все населення — мусульмани — суніти, кількість послідовників інших релігій становить не більше, ніж кілька десятків. Станом на 2008 рік, на острові було 114 мечетей. Крім того, в кожному поселенні є принаймні одна (частіше — кілька) невелика молитовня — мушолла. Велику роль у духовному і суспільному житті остров'ян відіграють традиційні мусульманські школи — песантрени. При тому, що бавеанці мають репутацію вельми ревних прихильників ісламу, серед деякої їх частини зберігаються пережитки традиційних місцевих вірувань. Крім того, ще в середині XX століття в центральній частині зберігалися невеликі поселення, жителі яких відкрито сповідували анімізм — їх перехід в іслам стався в 1960-х роках.

### Спосіб життя
Традиційні житла бавеанців досить схожі на мадурські: будинки з бамбука, каркасні, з верандою, часто на невисоких палях. Дах покривають пальмовим листям або очеретом, в останні десятиліття все більшого поширення набуває черепиця.
Національний костюм бавеанців — саронг і довгопола сорочка у чоловіків, саронг і коротша кофта у жінок — за фасоном і колірною гамою схожий більшою мірою з яванським, ніж з мадурським традиційним одягом (характерно, що, попри вельми сувору прихильність більшості остров'ян до ісламських канонів, жінки абсолютно не зобов'язані носити головну хустку). Зустрічаються також мотиви, що властиві іншим народностям регіону, зокрема, малайцям і бугісам. Ще більшою мірою малайський вплив помітний у звичаях, святкових церемоніях і народних танцях, тоді як мадурську спадщину тут відшукати важко. Крім того, на Бавеані відсутні такі елементи мадурської традиційної культури, як перегони на биках або серпоподібні ножі челурити.
Кухня бавеанців досить різноманітна: у ній поєднуються яванські, мадурські і малайські запозичення. Основу раціону становлять рис, риба і морепродукти. Традиційний місцевий пиріг з овочевою (зазвичай, картопляною) начинкою досить популярний в Індонезії, Малайзії та Сінгапурі під назвою «бавеанський хлібець» (індонез. roti Boyan).

## Адміністративний устрій

Адміністративний поділ Бавеану: райони Тамбак і Санкапура

Бавеан адміністративно належить до провінції Східна Ява (індонез. Provinsi Jawa Timur). Від 1975 року входить до складу округу (кабупатена) Гресік, раніше входив до складу Сурабайського округу (індонез. Kabupaten Surabaya).
Територія острова розділена на два райони (кечаматани) — Санкапура (індонез. Sangkpura) і Тамбак (індонез. Tambak), адміністративними центрами яких є однойменні населені пункти.
Площа району Санкапура — 118,72 км², населення станом на 2010 рік — 45 754 особи. У складі району 17 адміністративних одиниць нижчого рівня — сіл, наявні 132 населених пункти. Посаду керівника району (Чамата) станом на 2011 рік займає Сухамі (індонез. Suhami).
Площа району Тамбак — 77,55 км², населення станом на 2010 рік — 24 488 осіб. У складі району 13 сіл, наявні 77 населених пунктів. Посаду керівника району станом на 2011 рік займає Суропаді (індонез. Suropadi).
Слід мати на увазі, що загальна площа двох районів — 196,27 км² — трохи перевищує площу самого острова Бавеан (196,11 км²), оскільки включає в себе також територію невеликих острівців, що адміністративно належать до них.
Територія обох районів становить єдиний виборчий округ, який, станом на 2011 рік, представлений в 50-місній Раді народних представників (СНП) округу Гресик трьома депутатами. За підсумками виборів, що відбулися в квітні 2009 року, Бавеан в регіональному СНП представляють Ахва (індонез. Akhwan) від Демократичної партії, М. Джан (індонез. M. Jannah) від партії «Голкар» і А. Мухаджир (індонез. A. Muhajir) від Партії національного пробудження.

## Економіка

### Загальні відомості
З точки зору економіки Бавеан належить до числа найменш розвинених районів Індонезії. Обсяг місцевого валового регіонального продукту за оцінними даними за 2011 рік склав близько 166 590 000 000 індонезійських рупій (близько 18490000 доларів США, зменшення майже на 2% порівняно з 2010 роком). На одну особу цей показник склав близько 2370000 рупій (близько 263 доларів США), що більш ніж у 16 разів менше від загальнонаціонального рівня.
Разом з тим для Бавеана характерна вельми істотна розбіжність між формальними статистичними даними та реальним рівнем достатку місцевих жителів — через те, що основною статтею доходу більшості остров'ян є грошові перекази родичів, які працюють за кордоном, значна частина яких надходить без будь-якого обліку з боку відповідних державних інстанцій — як правило, ці гроші привозить особисто під час відвідин або передають через кур'єрів. За оцінними даними, загальна сума таких перерахувань у кілька разів перевищує обсяг валового регіонального продукту, виробленого на самому острові.
Перебування більшої частини працездатного чоловічого населення за кордоном, його низька зацікавленість у роботі на самому Бавеані є основним чинником низького економічного та інфраструктурного розвитку острова. Ситуація посилюється тим, що кошти, які бавеанці заробили за кордоном, переважно розширюють фонд споживання (на них купують головним чином товари, вироблені в інших регіонах Індонезії або імпортовані) і лише в незначному обсязі інвестують в економічну діяльність на території острова. Відносно розвинені галузі місцевої економіки — сільське господарство, рибальство і видобувна промисловість — традиційно вирізняються невисокою ефективністю.

### Сільське господарство

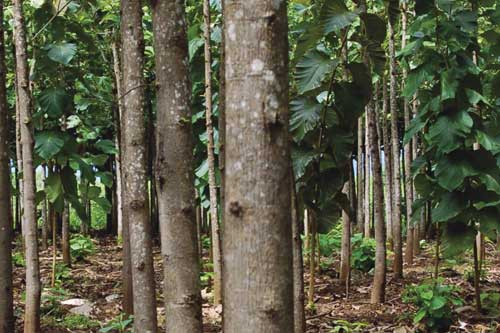
Плантації тикового дерева (Tectona grandis) забезпечують бавеанців основним експортним продуктом

Основна частина бавеанців, що проживають на острові, зайнята в сільському господарстві, переважно в землеробстві. Головна сільськогосподарські культура — рис, який вирощують на заливних полях здебільшого в прибережних районах, як правило, на висоті не більш як 30 метрів над рівнем моря. Культивують також кукурудзу, картоплю, кокосову пальму, ямс, манго. Врожайність у середньому помітно нижча, ніж на Яві, — через значно нижчий рівень сільськогосподарської механізації, забезпечення добривами та пестицидами, а також через частіші посухи.
Скотарством займаються близько 5000 остров'ян. У 2011 році поголів'я корів на острові становило 12317 голів, буйволів — 233 голови. Практикується штучне осіменіння самок місцевої великої рогатої худоби з використанням сперми тварин європейських порід.
Традиційно розвинене рибальство. Санкапура, станом на середину 2000-х років, входила до числа 30 найбільших риболовецьких портів країни, забезпечуючи понад 2 тисяч заходів риболовних суден на рік при річному відвантаженні улову до 3 тисяч тонн. Основними промисловими видами є группери і летючі риби, ханос, розвивається промисел лангустаів.
Важливою галуззю місцевого господарства є вирощування тикового дерева: тикова деревина є основним товаром, що вивозиться з острова. Є як приватні, так і державні тикові плантації. Систематично виявляються випадки незаконної порубки і контрабанди тика.

### Промисловість
Головною галуззю добувної промисловості є розробка родовищ оніксу, що розташовані в центральній частині острова. З початку 2000-х років вона ведеться промисловим способом за участю декількох тайванських компаній. Видобуток золота, що історично практикувався на острові, був припинений ще в період нідерландської колонізації, нині розглядають можливість розвідки більш перспективних родовищ.
Розробка розташованих на шельфі Бавеану нафтових родовищ, яку здійснює індонезійська національна нафтова компанія «Пертаміна» (індонез. Pertamina) спільно з низкою провідних західних сировинних корпорацій, при всій масштабності відповідних проектів, не чинить істотного впливу на економічний розвиток самого острова.
Обробна промисловість представлена декількома кустарними підприємствами з виготовлення виробів з оніксу, крупуку із зернового і рибного борошна або овочів, плетіння циновок.

### Енергетика
Станом на 2009 рік електроенергією були забезпечені лише 124 із 209 населених пунктів острова. Її централізоване виробництво здійснюється регіональною структурою індонезійської Державної електроенергетичної компанії (індонез. Perusahaan Listrik Negara, PLN) на 15 дизельних генераторах, що працюють на привізному паливі. Крім того, в приватному секторі використовують велику кількість генераторів невеликої потужності. Через часті перебої з постачаннями палива цілодобова подача електрики забезпечена далеко не завжди: в житловому фонді вона часом буває доступна лише ввечері. Найсерйозніші проблеми виникають у періоди штормів, що ускладнюють морське сполучення з Явою, — іноді відбувається повне знеструмлення острова (резервні запаси дозволяють забезпечити Бавеан електроенергією протягом лише 72 годин)..
Місцева влада розраховують істотно поліпшити ситуацію за рахунок будівництва на острові електростанції з паротурбінним енергоблоком, яке передбачається завершити до кінця 2013 року.

### Туризм
Влада — як місцева, так і адміністрація округу Гресік — робить спроби підвищити туристичну привабливість Бавеану, головним чином, за рахунок реклами місцевих природних пам'яток, насамперед, таких:
- Високогірне озеро Кастоба;
- Геотермальні джерела Кебундая і Таубат;
- Водоспади Лаччар і Патар-Селамат;
- Печери в центральній частині острова;
- Піщані пляжі на значній частині узбережжя;
- коралові рифи.

Разом з тим, слабкий інфраструктурний розвиток острова в поєднанні з його віддаленістю від Яви істотно ускладнює розвиток тут туризму. Крім того, частина місцевого населення негативно сприймає відвідування туристами озера Кастоба, приписуючи цьому водоймищу сакральні властивості.

## Транспорт
Основним елементом дорожньої інфраструктури є прокладена вздовж узбережжя острова кільцева дорога завдовжки близько 55 км, яка на 60% протяжності перебуває в аварійному стані. Кілька внутрішніх населених пунктів з'єднані з нею невеликими дорогами, часто ґрунтовими. У 2012 році бюджет округу Гресік передбачає асигнування 12 млрд рупій (більш як 1,3 млн доларів США) на проведення капітального ремонту бавеанської окружної траси. На острові, станом на кінець 2010 року, було зареєстровано близько 300 автомобілів і близько 11700 мотоциклів, моторолерів і мопедів.
Головним портом острова є Санкапура. Морське сполучення пов'язує острів з населеними пунктами північних берегів Східної Яви і Мадури. Найбільш інтенсивне судноплавство за маршрутом Санкапура — Гресік.
2009 року на Бавеані розпочато будівництво аеропорту, який передбачають ввести в експлуатацію в 2013 році. За проектом, довжина злітно-посадкової смуги повинна скласти 1 200 метрів, аеропорт повинен приймати легкомоторні літаки, здатні перевозити до 50 пасажирів. На початок 2012 року готовність обслуговувати Бавеан виявили дві індонезійські авіакомпанії — «Мерпаті» і «Скай Авіейшн».

## Соціальна сфера

### Освіта
У 2011 році на острові були 34 школи, у тому числі 29 початкових (1-6 класи, діти від 7 до 12 років), 2 середніх школи першого ступеня (7-9 класи, від 13 до 15 років) і 1 середня школа другого ступеня (9-11 класи, діти від 15 до 17 років). Крім того, на острові є не менш як 15 великих мусульманських шкіл — песантренів і велика кількість дрібніших ісламських шкіл, а також один ісламський навчальний заклад, що має статус релігійного ВНЗ.

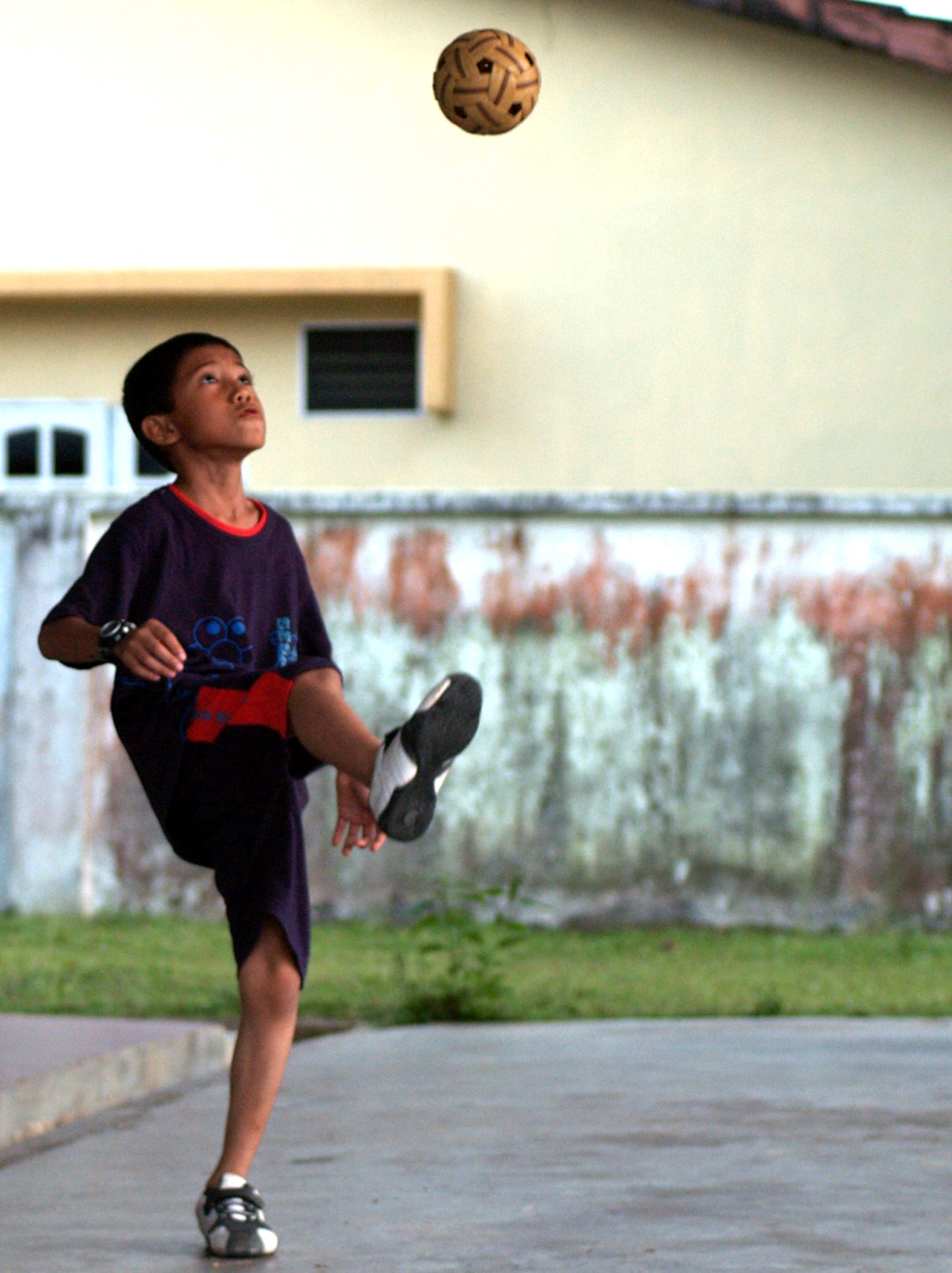
Гра сепактакрау, що має популярність на Бавеані

Від'їзд місцевої молоді для здобуття вищої освіти на Яву і в інші райони Індонезії являє собою досить серйозну проблему для Бавеану, оскільки більшість з тих, хто закінчив ВНЗ не повертається на острів.

### Охорона здоров'я
Лікарні на острові немає, перспективи її будівництва, станом на кінець 2011 року, залишаються невизначеними внаслідок проблем фінансового та кадрового характеру. Є мережа медпунктів і аптек, реалізація завдання щодо підвищення якості їх роботи наштовхується на ті ж проблеми. Бавеанців, які потребують серйозної медичної допомоги, зазвичай переправляють морем в адміністративний центр округу — місто Гресік. Адміністрація округу планує 2012 року налагодити регулярні відрядження лікарів різних спеціальностей з Гресіка для обслуговування бавеанських жителів.
В умовах нестачі медичних установ та медичного персоналу на острові досить активно практикують народну медицину і знахарство.

### Спорт
Попри те, що за якістю спортивної інфраструктури острів значно поступається Мадурі і, тим більше, Яві, місцевих спортсменів вважають одними з найкращих в окрузі. Найбільш успішними є бавеанські команди з настільного тенісу і з поширеної в Південно-Східній Азії гри сепактакрау (плетений з ліани м'яч ногами перекидають через сітку). Перша регулярно бере участь у провінційних змаганнях, друга — в національних першостях. У 2000-х роках широкого поширення набув волейбол: на острові є близько 80 офіційно зареєстрованих команд.
Адміністративні функції в галузі спорту здійснюють районні відділення Національного спортивного комітету Індонезії (індонез. Komite Nasional Olahraga Indonesia) в Санкапурі і Тамбаці.